# Percnia inquinata
Percnia inquinata là một loài bướm đêm trong họ Geometridae.